# ローレンスビル (ジョージア州)
ローレンスビル（Lawrenceville）は、アメリカ合衆国ジョージア州の都市。グイネット郡の郡庁所在地である。人口は3万0629人（2020年）。アトランタの北東50キロメートルに位置している。

## 歴史
ローレンスビルの歴史は古く1821年に法人化した 。これはアトランタより26年早い。初期の産業は綿織物の生産だったが、次第に採算性が悪化したため、トウモロコシ、乳製品、レンガ、木材などの多様な製品を生産した。

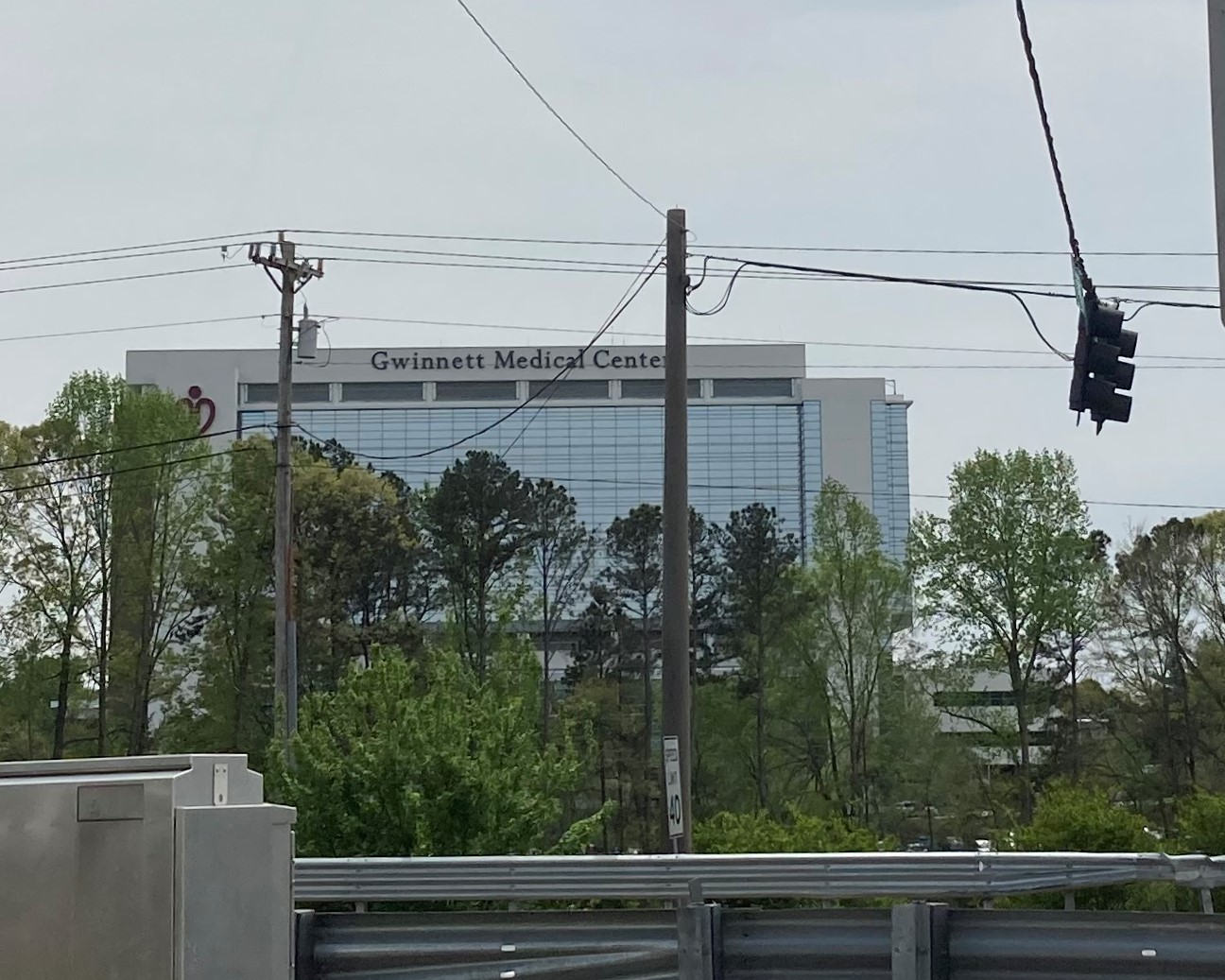
グイネット医療センター

## 著名出身者
- イザード・チャールズ - プロボクサー
- デビッド・ヤング - プロレスラー
- ルーカス・シムズ - 野球選手
- バックパック・キッド - ダンサー
- ウォーカー・ジマーマン - サッカー選手
- デビン・バッセル - バスケットボール選手
- テイラー・ハイニキ - アメフト選手
- オフセット、テイクオフ - ヒップホップトリオ ミーゴスのメンバー

## 文化
- グウィネット・ストライパーズ - 野球チーム